# Hayley Harrison
 (mars 2025).
Pour les articles homonymes, voir Harrison.
Hayley Harrison, née Hayley D'Antuono, est une assistante politique américaine, actuellement chef de cabinet de la Première dame des États-Unis, Melania Trump, depuis janvier 2025. Elle a occupé divers postes au sein de l'administration de Donald Trump lors de son premier mandat, notamment en tant que directrice des opérations de Melania Trump et assistante spéciale du président.

## Biographie
Hayley Harrison nait à Alexandria, en Virginie, aux États-Unis. Elle fréquente le lycée Bishop Ireton, où elle joue au lacrosse dans l'équipe universitaire. Elle étudie ensuite à l'université Elon, où elle obtient un baccalauréat en psychologie et est membre de la fraternité Phi Mu. Pendant ses études, elle coécrit une étude intitulée « Différences de genre dans les perceptions des activités d'alphabétisation par les étudiants », présentée lors de la 26e convention annuelle de l'Association pour la science psychologique.

## Carrière
Hayley Harrison commence sa carrière politique en tant que gestionnaire de bureau et planificatrice pour le représentant américain John Ratcliffe, poste qu'elle occupe pendant plus de deux ans. En mars 2017, sur recommandation de Ratcliffe, elle rejoint l'équipe de Melania Trump en tant que planificatrice pour la Première dame. Au cours du premier mandat de Donald Trump, elle est promue à plusieurs reprises, devenant finalement directrice des opérations de Melania Trump et assistante spéciale du président.
Après la fin du mandat de Donald Trump en janvier 2021, Harrison continue de travailler pour Melania Trump à titre privé à Mar-a-Lago. Elle et son mari, William "Beau" Harrison, restent dans le cercle proche de la famille Trump, recevant une rémunération via le comité d'action politique Save America, avec un salaire mensuel estimé entre 8 000 et 10 000 dollars.
En 2022, son nom est mentionné dans l'affaire des documents classifiés de Mar-a-Lago, où elle est identifiée comme « Employée 1 de Trump » dans un acte d'accusation fédéral. Ce document détaille son rôle dans la gestion des emplacements de divers objets, notamment des documents classifiés, à la résidence. L'affaire est finalement classée en 2024 pour des raisons constitutionnelles.
En janvier 2025, elle devient chef de cabinet de Melania Trump lors de son second mandat en tant que Première dame.

## Vie privée
Hayley Harrison est mariée à William "Beau" Harrison, qui a également travaillé pour la famille Trump après 2021.